# アリカ県
アリカ県（スペイン語: Provincia de Arica）は、チリ北端のアリカ・イ・パリナコータ州 (XV) にある2つの県のうちの1つである。県は、北にペルーのタクナ県、南にタラパカ州タマルガル県、東にパリナコータ県、西に太平洋と接している。県都は港町のアリカ。

## 歴史
2007年10月8日、20.175条法（2007年3月23日に有効）が執行された。これは、アリカ市の大統領ミシェル・バチェレによって署名された。セレモニーがこの朝執り行われ、歴史的に重大な出来事として受け入れられた。
法では、以前のタラパカ州を2つに分けた。北部はアリカ・イ・パリナコータ州 (XV) に、南側はタラパカ州 (I) になった。

## 地理と人口動態
以下は、国立統計研究所（INE）の2002年国勢調査による。
- 面積：8,726.4 km2 (3,369 sq mi)
- 人口：186,488人
  - 男性：92,487人
  - 女性：94,001
- 人口密度：21.4人/k㎡（55人/平方マイル）
- 人口増加率：9.5%（16,184人） - 1992年〜2002年

## 行政
県であるアリカは、第二級行政区画であり、北部のアリカと南部のカマロネスの2つのコムーナ（スペイン語：comunas）から構成される。沿岸都市のアリカは、県都として機能している。県知事は大統領が任命する。José Durana Semirは、大統領のセバスティアン・ピニェラに任命された。